# Ćemanovići
Ćemanovići je naselje koje se nalaze u podnožju planine Romanija istočno od Pala. Sačinjavaju ga sela Kaluđeri, Šajnovići, Granići, Kusmuci, Rabote, sve do Carevih voda na kojima se nalazi izvor vode poznat još iz Rimskog doba.